# Lespedeza dunnii
Lespedeza dunnii är en ärtväxtart som beskrevs av Anton Karl Schindler. Lespedeza dunnii ingår i släktet Lespedeza och familjen ärtväxter. Inga underarter finns listade i Catalogue of Life.